# Pascal Bongard
Pascal Bongard est un acteur suisse, vivant en France.

## Biographie
En décembre 2011, nu, il simule une immolation par le feu devant la bourse de Paris, en référence au mouvement des Indignés.

## Filmographie

### Cinéma
- 1985 : Nuit Froide court métrage de Nadyne Bensadoun
- 2000 : Les Destinées sentimentales : Vouzelles
- 2002 : Novela
- 2002 : Carnages : Henri
- 2002 : La Guerre à Paris de Yolande Zauberman
- 2002 : Deux : Alfred
- 2002 : Peau d'ange de Vincent Perez
- 2003 : Il est plus facile pour un chameau... de Valeria Bruni-Tedeschi: le prêtre
- 2003 : Cette femme-là : Evens
- 2004 : La fiancée : Franck
- 2005 : 13 Tzameti : Le maître de cérémonie
- 2005 : Camping sauvage : Eddie
- 2006 : L'Intouchable : Français piscine 1
- 2006 : L'Héritage : Nikolaï
- 2007 : Une fille normale : Le psy
- 2007 : Anna M. : L'inspecteur
- 2007 : Enfances : (segment Le regard d'un enfant)
- 2008 : 57000 km entre nous : Michel
- 2010 : Holiday de Guillaume Nicloux
- 2011 : My Little Princess d'Eva Ionesco : Jean
- 2011 : La Ligne blanche d'Olivier Torres
- 2012 : Le Guetteur de Michele Placido : Mitch

### Télévision
- 1992 : Julie Lescaut (série télévisée) : Repoux
- 1993 : Le ciel pour témoin (TV) : Jean
- 1993 : Légendes de la forêt viennoise (TV) : Oscar
- 1998 : Denis de Catherine Corsini : le père de Denis
- 2002 : Les Enquêtes d'Éloïse Rome (série télévisée) : Yann
- 2003 : Boulevard du Palais (série télévisée) : François Camus
- 2003 : La Chose publique (TV) : Un homme politique
- 2003 : Drôle de genre (TV) : Pascal Hamilton
- 2003 : Un goût de sel (TV) : Claude
- 2004 : Princesse Marie (TV) : Dr. Halban
- 2005 : Les Cordier, juge et flic (série télévisée) : Michel Bontemps
- 2009 : La Seconde Surprise de l'amour (TV) : Le philosophe
- 2012 : L'Affaire Gordji : Histoire d'une cohabitation de Guillaume Nicloux (TV) : Albin Chalandon

## Théâtre
- 1986 : La Charrue et les étoiles de Sean O'Casey, mise en scène Bernard Sobel, Théâtre de Gennevilliers
- 1986 : La Ville de Paul Claudel, mise en scène Bernard Sobel, Théâtre Nanterre-Amandiers
- 1987 : Bivouac de Pierre Guyotat, mise en scène Alain Ollivier, Pierre Guyotat, Théâtre de la Bastille
- 1988 : Le Retour au désert de Bernard-Marie Koltès, mise en scène Patrice Chéreau, Théâtre Renaud-Barrault
- 1989 : La Mort de Danton de Georg Büchner, mise en scène Klaus Michael Grüber, Théâtre Nanterre-Amandiers, TNP Villeurbanne, Maison de la Culture de Grenoble, Comédie de Caen, tournée

- 1991 : Mesure pour mesure de William Shakespeare, mise en scène Peter Zadek, Odéon-Théâtre de l'Europe
- 1991 : Cœur ardent d'Alexandre Ostrovski, mise en scène Benno Besson, Théâtre national de Bretagne
- 1992 : Légendes de la forêt viennoise d'Ödön von Horváth, mise en scène André Engel, MC93 Bobigny
- 1993 : Léonce et Léna de Georg Büchner, mise en scène Étienne Pommeret
- 1994 : Les Trois Sœurs d'Anton Tchekov, mise en scène Matthias Langhoff, Théâtre de la Ville
- 1994 : Philoctète d'Heiner Müller, mise en scène Matthias Langhoff, Théâtre national de Bretagne
- 1995 : Anatole d'Arthur Schnitzler, mise en scène Louis-Do de Lencquesaing, Théâtre de Nice
- 1995 : Mademoiselle Julie d'August Strindberg, mise en scène Olivier Borne, Palais des Arts, Vannes
- 1997 : La Force de l'habitude de Thomas Bernhard, mise en scène André Engel, Théâtre Vidy-Lausanne, MC93 Bobigny
- 1998 : Woyzeck de Georg Büchner, mise en scène André Engel, Théâtre de Gennevilliers
- 1999 : La Fameuse Tragédie du riche juif de Malte de Christopher Marlowe, mise en scène Bernard Sobel, Théâtre de Gennevilliers

- 2000: Homme pour homme de Bertolt Brecht, mise en scène Jean-Pierre Vincent, Théâtre Nanterre-Amandiers
- 2001 : Les Paravents de Jean Genet, mise en scène Bernard Bloch, Théâtre Nanterre-Amandiers
- 2001 : Dans la forêt lointaine de Gérard Watkins, mise en scène de l'auteur, Théâtre Le Colombier Bagnolet
- 2002 : Le Pain dur de Paul Claudel, mise en scène Bernard Sobel, Théâtre de Gennevilliers
- 2003 : Innocents coupables d'Alexandre Ostrovski, mise en scène Bernard Sobel, Théâtre de Gennevilliers
- 2003 : Titus Andronicus de William Shakespeare, mise en scène Lukas Hemleb, Maison de la Culture de Bourges, Théâtre Jean Vilar Suresnes, Maison des arts et de la culture de Créteil
- 2004: Un homme est un homme de Bertolt Brecht, mise en scène Bernard Sobel, Festival d'Avignon, Théâtre de Gennevilliers, Théâtre national de Bretagne
- 2005 : Hedda Gabler d’Henrik Ibsen, mise en scène Éric Lacascade, Odéon-Théâtre de l'Europe, Ateliers Berthier
- 2006 : Le Viol de Lucrèce de William Shakespeare, mise en scène Marie-Louise Bischofberger, MC93 Bobigny, Théâtre national de Toulouse Midi-Pyrénées
- 2007 : Un homme en faillite de David Lescot, mise en scène de l'auteur, Comédie de Reims, Théâtre des Abbesses, tournée
- 2007 : La Seconde Surprise de l'amour de Marivaux, mise en scène Luc Bondy, Festival d'automne à Paris Théâtre Nanterre-Amandiers
- 2008 : La Seconde Surprise de l'amour de Marivaux, mise en scène Luc Bondy, MC2, Comédie de Reims, Nouveau théâtre d'Angers, Théâtre du Gymnase, Théâtre Vidy-Lausanne, Théâtre des Célestins, Théâtre des Bouffes du Nord, tournée
- 2009 : La Seconde Surprise de l'amour de Marivaux, mise en scène Luc Bondy, Théâtre national de Strasbourg, Le Quartz, tournée
- 2009 : Hiver de Jon Fosse, mise en scène Jérémie Lippmann, Théâtre de l'Atelier

- 2010 : La Tragédie du Roi Richard II de William Shakespeare, mise en scène Jean-Baptiste Sastre, Festival d'Avignon
- 2010 : Amphitryon de Heinrich von Kleist, mise en scène Bernard Sobel, MC93 Bobigny
- 2011 : La Tragédie du Roi Richard II de William Shakespeare, mise en scène Jean-Baptiste Sastre, Les Gémeaux, Théâtre du Gymnase, tournée
- 2011 : La nuit sera chaude de Josiane Balasko, mise en scène de l'auteur, Théâtre de la Renaissance
- 2011 : L'Homme inutile ou La Conspiration des sentiments de Iouri Olecha, mise en scène Bernard Sobel, Théâtre national de la Colline